# Hear! Hear!
Hear! Hear! è il quarto album in studio dei The Searchers, pubblicato nel 1964.

## Tracce
Lato A
1. Sweets for My Sweet
2. Ain't That Just Like Me (Claude Demetrius, Fleecie Moore)
3. Listen To Me (Charles Hardin, Norman Petty)
4. I Can Tell (Thomas Knight)
5. Sick and Tired (Chris Kenner, Dave Bartholomew)
6. Mashed Potatoes (James Brown)

Lato B
1. I Sure Know A Lot About Love (Alan Klein)
2. Rosalie (Antoine Domino)
3. Led in the Game
4. Hey Joe
5. Hully Gully (Fred Smith, Cliff Goldsmith)
6. What'd I Say (Parts 1 And 2) (Ray Charles)